# ジャラーラーバード
- ジャラーラーバード
- ジャララバード

ジャラーラーバード（パシュトー語: جلال آباد Jalālābād）は、アフガニスタン東部の都市である。カーブル川とクナル川に隣接する、ナンガルハール州の州都である。 カーブルへは西に約90マイルの高速道路で結ばれており、ほぼ同距離を東に行くとパキスタンのペシャーワルである。したがって、パキスタンからカイバル峠を越えてアフガニスタンに入国すると最初に遭遇する都市で、交通の要衝である。市内にナンガルハール大学がある。人口は168,600人（2006年の公式推計）、アフガニスタン東部最大で、同国で第8位の都市である。ジャララバードとも表記される。

## 歴史
クシャーナ朝期にはガンダーラの仏教文化（ガンダーラ美術）の中心地の1つだった。630年に玄奘三蔵がインドに向かう途中に立ち寄った。7世紀にアラブの支配を受けた。10世紀に入るとガズナ朝のマフムードのインド侵攻を受け、その版図となる。その後、ムガル帝国のバーブルがここに都市を建設することとし、アクバルによって今日のジャラーラーバードの基礎が作られた。
第一次アフガン戦争中の1842年、イギリス軍は当地でバーラクザイ朝のアクバル・ハン（Akbar Khan）王子の軍勢に包囲された。1878年、第二次アフガン戦争で英軍は再びジャラーラーバードへ進軍した。
1980年代・1990年代は、親ソビエト政権の勢力圏であったが、その後、ターリバーンがカーブルに侵攻する過程でターリバーンの手に落ちた。
ターリバーンが撤退し、アフガニスタン・イスラム共和国成立後は、国連やNATOの指導のもとに復興が進められると、それとともにパキスタンから難民が戻っている。ジャラーラーバード空港をはじめ市内には多くの米軍施設がある。ジャラーラーバードは、パシュトゥーン人にとって最も重要な町の1つで、人口のほとんどをパシュトゥーン人が占め、3%ほどタジク人やグジャールがいるだけである。
2021年、アメリカ軍の撤退が本格化する中で、ターリバーンの反攻も本格化（2021年ターリバーン攻勢 参照）。同年8月15日までにターリバーンが市内を制圧した。

## 主なテロ・事件・事故
- 2007年03月05日 - アメリカ軍の車列が自爆攻撃を受けた直後に銃撃戦が発生。一般市民8人以上が死亡、35人が負傷[4]。
- 2012年02月27日 - 北大西洋条約機構基地が自爆攻撃を受ける。民間人、アフガニスタン人兵士、警備員ら9人が死亡。タリバンが犯行声明を出した[5]。
- 2013年05月29日 - 赤十字国際委員会の事務所が襲撃を受け、2時間にわたる銃撃戦が行われる。警備員1人が死亡、スタッフ1人が負傷[6]。
- 2013年08月03日 - インド領事館前で爆発物を積んだ自動車が爆発。9人以上が死亡、22人が負傷[7]。
- 2015年04月18日 - 市内銀行前で、オートバイに乗った男が自爆。33人以上が死亡、百人以上が負傷。ISILの下部組織を名乗るグループが犯行声明を出した[8]。
- 2016年01月17日 - 部族指導者会議であるジルガの会場が自爆攻撃を受ける。14人が死亡、13人が負傷[9]。
- 2017年05月17日 - 国営放送局RTAのビルが武装勢力に襲撃[10]。警備員を含む2人が死亡、16人が負傷。
- 2017年12月31日 - 葬儀会場を標的とした爆弾が爆発し少なくとも17名が死亡。このほか12月中には数件の死者が生じるテロが発生した[11]。
- 2018年01月24日 - 国際NGO組織セーブ・ザ・チルドレン事務所が襲撃を受け4人が死亡、数十人が負傷。襲撃後、ISISが犯行声明を出した[12]。
- 2018年05月13日 - ジャララバード市財務部を武装勢力が襲撃。駆けつけた治安部隊が交戦したものの職員ら民間人が8人死亡、45人が負傷。襲撃した武装集団も8人全員が死亡した。後日、イスラム国が犯行声明を出している[13]。
- 2018年05月18日 - クリケット競技場で連続爆発が発生。試合観戦に訪れていた観客8人が死亡、45人が負傷。タリバンは犯行を否定するメッセージを出している[14]。
- 2018年07月31日 - 武装集団が政府庁舎を襲撃。銃撃戦となり15人以上が死亡。タリバンは犯行を否定、犯行声明を出した武装勢力は現れなかった[15]。
- 2019年12月04日 - ペシャワール会の代表の医師中村哲ら計6人が銃撃され殺害される。
- 2021年08月28日 - アメリカ中央軍がジャラーラーバード近郊に潜伏していたISIL-K幹部を無人機で爆殺。同年8月26日に発生したカーブル国際空港テロ事件の報復[16]。

## 気候
ケッペンの気候区分では砂漠気候に区分され、特に6月から9月までは非常に高温となり、雨も少ない。一方で冬は多少の降水にも恵まれ、アフガニスタン国内でも最も温暖な地域であることから、過去の統治者によりしばしば「冬の首都」とされ、冬季寒冷なカーブルから当地に避寒に訪れる光景は現代においても見られる。
| ジャラーラーバードの気候 | ジャラーラーバードの気候 | ジャラーラーバードの気候 | ジャラーラーバードの気候 | ジャラーラーバードの気候 | ジャラーラーバードの気候 | ジャラーラーバードの気候 | ジャラーラーバードの気候 | ジャラーラーバードの気候 | ジャラーラーバードの気候 | ジャラーラーバードの気候 | ジャラーラーバードの気候 | ジャラーラーバードの気候 | ジャラーラーバードの気候 |
| 月                       | 1月                      | 2月                      | 3月                      | 4月                      | 5月                      | 6月                      | 7月                      | 8月                      | 9月                      | 10月                     | 11月                     | 12月                     | 年                       |
| ------------------------ | ------------------------ | ------------------------ | ------------------------ | ------------------------ | ------------------------ | ------------------------ | ------------------------ | ------------------------ | ------------------------ | ------------------------ | ------------------------ | ------------------------ | ------------------------ |
| 最高気温記録 °C （°F）   | 25.0 (77)                | 28.8 (83.8)              | 34.5 (94.1)              | 40.5 (104.9)             | 45.4 (113.7)             | 47.5 (117.5)             | 44.7 (112.5)             | 42.4 (108.3)             | 41.2 (106.2)             | 38.2 (100.8)             | 32.4 (90.3)              | 25.4 (77.7)              | 47.5 (117.5)             |
| 平均最高気温 °C （°F）   | 15.9 (60.6)              | 17.9 (64.2)              | 22.5 (72.5)              | 28.3 (82.9)              | 34.7 (94.5)              | 40.4 (104.7)             | 39.3 (102.7)             | 38.0 (100.4)             | 35.2 (95.4)              | 30.5 (86.9)              | 23.3 (73.9)              | 17.5 (63.5)              | 28.63 (83.52)            |
| 日平均気温 °C （°F）     | 8.5 (47.3)               | 10.9 (51.6)              | 16.3 (61.3)              | 21.9 (71.4)              | 27.7 (81.9)              | 32.7 (90.9)              | 32.8 (91)                | 31.9 (89.4)              | 28.1 (82.6)              | 22.2 (72)                | 14.9 (58.8)              | 9.5 (49.1)               | 21.45 (70.61)            |
| 平均最低気温 °C （°F）   | 2.9 (37.2)               | 5.6 (42.1)               | 10.5 (50.9)              | 15.3 (59.5)              | 19.8 (67.6)              | 24.7 (76.5)              | 26.7 (80.1)              | 26.2 (79.2)              | 21.4 (70.5)              | 14.4 (57.9)              | 6.9 (44.4)               | 3.5 (38.3)               | 14.83 (58.68)            |
| 最低気温記録 °C （°F）   | −14.1 (6.6)              | −9.5 (14.9)              | −1.0 (30.2)              | 6.1 (43)                 | 10.6 (51.1)              | 13.5 (56.3)              | 19.0 (66.2)              | 17.5 (63.5)              | 11.0 (51.8)              | 2.7 (36.9)               | −4.5 (23.9)              | −5.5 (22.1)              | −14.1 (6.6)              |
| 降水量 mm （inch）       | 18.1 (0.713)             | 24.3 (0.957)             | 39.2 (1.543)             | 36.4 (1.433)             | 16.0 (0.63)              | 1.4 (0.055)              | 6.9 (0.272)              | 7.7 (0.303)              | 8.3 (0.327)              | 3.2 (0.126)              | 8.3 (0.327)              | 12.1 (0.476)             | 181.9 (7.162)            |
| 平均降雨日数             | 4                        | 5                        | 8                        | 8                        | 4                        | 1                        | 1                        | 1                        | 1                        | 1                        | 2                        | 3                        | 39                       |
| % 湿度                   | 61                       | 60                       | 62                       | 59                       | 47                       | 40                       | 52                       | 58                       | 56                       | 55                       | 58                       | 63                       | 55.9                     |
| 平均月間日照時間         | 180.9                    | 182.7                    | 207.1                    | 227.8                    | 304.8                    | 339.6                    | 325.9                    | 299.7                    | 293.6                    | 277.6                    | 231.0                    | 185.6                    | 3,056.3                  |
| 出典：NOAA (1964–1983)   |                          |                          |                          |                          |                          |                          |                          |                          |                          |                          |                          |                          |                          |

## 姉妹都市
- サンディエゴ（アメリカ）